# 陽性・陰性症状評価尺度
陽性・陰性症状評価尺度( ようせい・いんせいしょうじょうひょうかしゃくど、英: Positive and Negative Syndrome Scale、PANSS ) は、統合失調症患者の症状の重症度を測定するために使用される評価スケールのこと。Stanley Kay、Lewis Opler、Abraham Fiszbeinによりマニュアルが作成された。抗精神病薬治療の研究で広く用いられている。この尺度は、精神薬理学的治療の効果を評価するための「ゴールドスタンダード」となっている。
名前は、アメリカ精神医学会によって定義された統合失調症の2種類の症状を指している。1つは正常な機能の過剰または歪みを指す陽性症状 (幻覚や妄想など)、もう1つは陰性症状で、社会機能の低下を表す。 
PANSS は比較的短い面接であり、実施時間は 45～50 分程度 。面接官は、標準化された信頼性レベルに達するまで訓練を受けていることが求められる。PASSの項目は陽性尺度7項目、陰性尺度7項目、総合精神病理尺度16項目の計30項目で評価される。補足項目として攻撃性リスク評価のための項目があるが、補足項目はPANSSの総点には加えない。

## 陽性尺度
7項目、(最小スコア=7、最大スコア=49)　1.なし、2.ごく軽度、3.軽度、4.中等度、5.やや重度、6.重度、7最重度
- P1 妄想
- P2 概念の統合障害
- P3 幻覚による行動
- P4 興奮
- P5 誇大性
- P6 猜疑心・迫害感
- P7 敵意

## 陰性尺度
7項目、(最小スコア=7、最大スコア=49) 1.なし、2.ごく軽度、3.軽度、4.中等度、5.やや重度、6.重度、7最重度
- N1 鈍感の平板化
- N2 情動的ひきこもり
- N3 疎通性（ラポール）の貧困さ
- N4 受動性/無欲性による社会的ひきこもり
- N5 抽象的思考の困難さ
- N6 会話の流暢さと自発性の欠如
- N7 情動的思考

## 総合精神病理尺度
16 項目、(最小スコア = 16、最大スコア = 112)1.なし、2.ごく軽度、3.軽度、4.中等度、5.やや重度、6.重度、7最重度
- G1 身体についての懸念
- G2 不安
- G3 罪責感
- G4 緊張
- G5 衒奇的な動作と姿勢
- G6 抑うつ
- G7 運動減退
- G8 非協調性
- G9 不自然な思考内容
- G10 失見当識
- G11 注意の障害
- G12 判断力と病識の欠如
- G13 意志の障害
- G14 衝動制御の障害
- G15 没入性
- G16 自主的な社会回避

PANSS 合計スコア最小 =30、最大 =210

## 攻撃性リスク評価のための補足項目
補足項目であり、PANSSの点数に含めない。
- S1 怒り
- S2 欲求充足を遅らせることの困難さ
- S3 情緒不安定

## 評価方法
各項目の最低スコアとして0点ではなく1点が与えられるため、患者のPANSS スコアの合計が30未満になることはない。PANSSに関する最初の出版物では、Stanley Kay らは統合失調症の成人患者 101人 (20～68歳) を対象にこのスケールを実施した。その際の平均スコアは次の以下のようになった。
陽性尺度：18.20
陰性尺度：21.01
総合精神病理尺度：37.74